# Carl Ribben
Carl Ribben, hette tidigare Ribe,  född 1734 eller 1738, död 15 juni 1803 i Stockholm, var en svensk läkare och en av Linnés lärjungar. Carl Ribben var son till Evald Ribe (arkiater) och adlades 1772.

## Biografi
Ribben försvarade en avhandling under Carl von Linné 1765 och promoverades till medicine doktor i Uppsala. Därefter uppehöll han sig i Paris, Strassburg, Wien och Berlin till 1770. Han blev assessor i Collegium medicum 1776 och läkare vid Allmänna koppympningshuset i Stockholm.